# Jüdischer Friedhof (Rastatt)

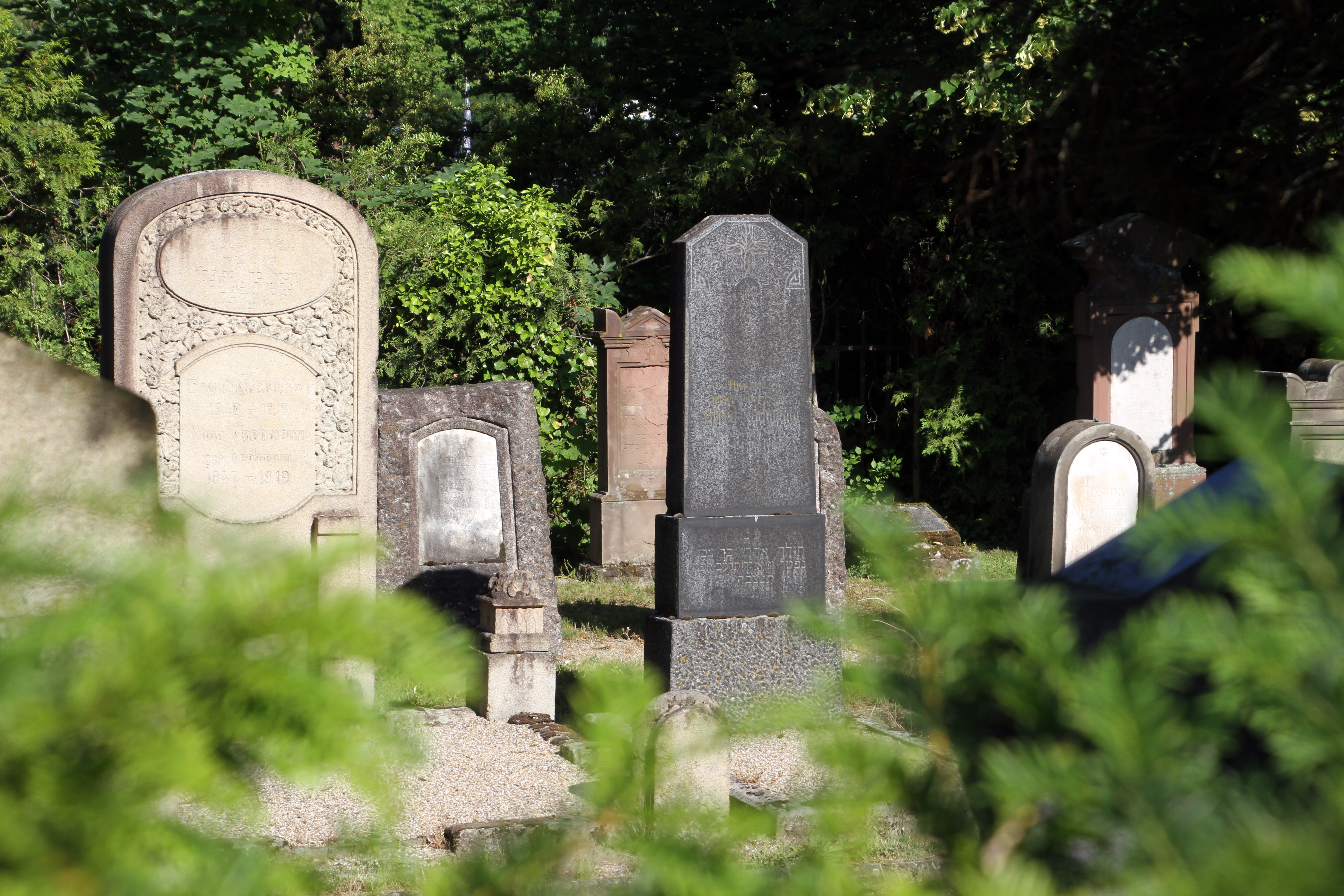
Jüdischer Friedhof Rastatt (2018)

Der Jüdische Friedhof Rastatt ist ein geschütztes Baudenkmal in Rastatt, der Kreisstadt des gleichnamigen Landkreises in Baden-Württemberg.

## Geschichte
Vor 1881 wurden die Toten der jüdischen Gemeinde Rastatts auf dem Friedhof in Kuppenheim beigesetzt. Der Friedhof in Rastatt wurde 1881 eingeweiht und bis zum Jahr 1978 belegt. Der 937 m² große jüdische Friedhof liegt an der Karlsruher Straße/Ecke Gerwigstraße. Nach dem Gräberverzeichnis der jüdischen Gemeinde Rastatt erfolgten bis 1939 etwa 150 Beisetzungen. Heute sind noch 104 Grabsteine erhalten. Auf dem Friedhof befindet sich seit 1972 ein Gedenkstein mit den Namen der Opfer der Verfolgungszeit 1933 bis 1945.